# Губайдуллин, Камиль Губаевич
Камиль Губаевич Губайдуллин (баш. Камил Ғөбәй улы Ғөбәйҙуллин; 9 ноября 1949, Ишимбай — 15 июля 2017, Уфа) — советский и российский художник-график, преподаватель высшей школы. Заслуженный художник Российской Федерации (2002) и Башкортостана (1997). С 1996 года — Председатель Ассоциации художников Юга Башкортостана. В Уфимской государственной академии искусств им. Загира Исмагилова работал с 2004, старший преподаватель на кафедре рисунка

## Биография
С 1971 года — участник республиканских, всероссийских, всесоюзных, международных и зарубежных, в том числе специальных (графика), зональных и региональных выставок.
Считал, что «печатная графика гораздо меньше, чем живопись, подвержена спекуляции и профанации, она всегда держит интеллектуальную планку».
Проживал в Ишимбае (с 1980 года).

В 1980 году художник вернулся домой. Вспоминая родину своего детства, стремясь к незамутненным источникам, надеясь впитать красоту людей и природы, К. Губайдуллин не представлял себе, насколько далеко зашел дух разрушения, связанный с гибельным вторжением все новых и новых промышленных гигантов в природу Башкирии.

Живя в городе Ишимбае, окружённом не только прекрасной башкирской природой, но и промышленными гигантами, находясь в приграничье природы и враждебной ей силы человека, К. Губайдуллин находит все новые и новые образы, возвращающие нас к истинно человеческому лику, к природе и красоте— Багуманов А. И., Фаизова Ф. А. Лауреаты премии имени Салавата Юлаева. — Уфа, 1999. С.260
Выступил в качестве архитектора по созданию стелы в честь основания города Ишимбая.
В 1993—1996 гг. работал в творческой мастерской графики РАХ (Красноярск).
Лауреат Республиканской премии имени Салавата Юлаева (1997) вместе с земляком-ишимбайцем Рафаэлем Кадыровым «за полиптих „Земля Юрматы“, созданный в 1995—1997 годах.».
С 2003 года - руководитель мастерской графики факультета изобразительных искусств Уфимской государственной Академии Искусств имени Загира Исмагилова.
Скончался 14 июля 2017 года в Уфе.

## Образование
- Театрально-декорационное отделение Ташкентского художественного училища им. П. П. Бенькова (Узбекская ССР, 1969)
- Творческие мастерские графики РАХ (отделение «Урал-Сибирь-Дальний Восток», Красноярск, 1996).

## Местонахождение произведений
- Государственный Музей Изобразительных Искусств им. А.С.Пушкина (Москва)
- Башкирский государственный художественный музей им. М.В.Нестерова (Уфа)
- Российская академия художеств (Москва; Красноярск)
- ГМВЦ РОСИЗО (Москва)
- ГМИИ Узбекистана (Ташкент)
- КГ г. Ангрен (Узбекистан)
- ГМИИ Республики Кара-калпакия (Нукус)
- ГМИИ РТ (Казань)
- РМИИ Республики Марий Эл (Йошкар-Ола)
- Чувашский ГХМ (Чебоксары)
- Воронежский областной ХМ им. Н. М. Крамского
- УХГ, ГНИ «Урал» МК и НП РБ (Уфа)
- Ишимбайская картинная галерея(Ишимбай, РБ)
- Стерлитамакская КГ (г. Стерлитамак, РБ).
- БУК Музей «Либеров-центр»
- Галерея Башкирской гимназии - интернат № 2 им. А. Валиди( г. Ишимбай)

## Из интервью газете Башвестъ
Однажды воспитательница, увидев мои рисунки, сказала: «Дети, а Камиль у нас, когда вырастет, станет художником». Потом уже в школе моя учительница начальных классов Зинаида Ивановна тоже неоднократно повторяла эту фразу. Так в моем сознании эти слова отпечатались, и не стать художником я уже не мог, — рассказывает Камиль Губайдуллин. — Моя мама преподавала в школе историю, и отец — главный металлург на заводе — тоже все время был на работе, а я или книжки, лежа на печке, читал, или вместе с другими мальчишками и девчонками бывал в доме у одной нашей соседки. Она от рождения была глухонемой, но зато рисовала потрясающе. На её работы я смотрел, как завороженный. Сам же начал по-настоящему рисовать в классе пятом. Сначала ходил в изокружок, который вел учитель по рисованию Иван Иванович Воробьев. Он же, в свою очередь, рекомендовал меня Ивану Михайловичу Павлову, ученику Александра Тюлькина, — известному ишимбайскому художнику, который взрастил ни одно поколение мастеров. К слову, ишимбайский кружок, впоследствии преобразованный в студию, после Уфимских художественных школ считается лучшим. Все, кто учился у Ивана Павлова, стали художниками. Кто-то дальше продолжил получать образование в Уфе, кто-то — в Казани, я же уехал в Ташкент. В Среднюю Азию нас отправилось шесть человек из Ишимбая, и все мы поступили, несмотря на то, что конкурс был большой — девять человек на место.— http://www.bashvest.ru/showinf.php?id=1006442

## Награды и премии
- Заслуженный художник РБ 1997 год
- Лауреат Государственной премии РБ им. Салавата Юлаева — 1997 год
- Дипломант РАХ — 2002 год
- Заслуженный художник Российской Федерации — с 2004 года
- Обладатель Серебряной медали РАХ — 2005 год

## Членство в профессиональных и общественных организациях
- Член Союза Художников РФ с 1979 года
- Член ТГ «Инзер» в 1989—1993 годах
- Председатель, член АЮ при РО ВТОО «СХР» РБ с 1996 года.

## Армия
- Проходил срочную службу в 1969—1971 гг.